# Асиятилов, Суракат Хавалович
Суракат Хавалович Асиятилов (1 июня 1932, Урада, Кахибский кантон, Дагестанская АССР, РСФСР, СССР — 14 апреля 2011, Новая Урада, Дагестан) — государственный и общественно-политический деятель Дагестана. Учёный. Заслуженный работник высшей школы Российской Федерации. Самбист и борец вольного стиля, чемпион и призёр чемпионатов СССР по самбо.

## Биография
Был одним из сильнейших борцов страны. Не избежали поражений в схватке с ним Александр Медведь и Александр Иваницкий. У него никогда не было тренера и поэтому его называли «Диким борцом». Представлял общество «Буревестник» (Махачкала).
Выпускник Дагестанского государственного университета.
Более 30 лет проработал в Дагестанском государственном университете, пройдя путь от старшего преподавателя до профессора кафедры дореволюционной отечественной истории, а также научным сотрудником Института истории, языка и литературы Дагестанского филиала Академии наук СССР. В 1966 году защитил кандидатскую диссертацию «Социалистические преобразования в хозяйстве аварцев». Доцент кафедры истории Дагестанского государственного университета, доктор наук.
Один из основателей Исламско-демократической партии Дагестана, а с 1994 — её председатель.
Депутат Верховного Совета Дагестанской АССР. После распада СССР — депутат Народного Собрания Республики Дагестан. В 1995 году стал председателем Комитета Народного Собрания Республики Дагестан по межнациональным отношениям, внешним связям, делам общественных объединений и религиозных организаций.
Похоронен в селе Новая Урада (Шамильский район, Дагестан).

## Память
В Каспийске проводится мемориальный турнир по греко-римской борьбе среди юниоров памяти Асиятилова.

## Награды и звания
- Орден Дружбы (7 июля 2003)[4].
- Заслуженный работник высшей школы Российской Федерации (1998)[5].
- Мастер спорта СССР по вольной борьбе (1957[6])

## Спортивные результаты
- Чемпионат СССР по самбо 1959 года — ;
- Чемпионат СССР по самбо 1961 года — ;